# Nomada vitticollis
Nomada vitticollis är en biart som beskrevs av Cresson 1878. Nomada vitticollis ingår i släktet gökbin, och familjen långtungebin. Inga underarter finns listade i Catalogue of Life.